# Tayo Adaramola
Omotayo Daniel "Tayo" Adaramola (Dublin, 14 november 2003) is een Iers voetballer met Nigeriaanse roots die door Crystal Palace wordt uitgeleend aan RWDM.

## Clubcarrière
Adaramola sloot zich op elfjarige leeftijd aan bij de jeugdopleiding van Crystal Palace, waar hij bij de U12 aansloot. Daarvoor speelde hij in Ierland bij St. Kevin's Boys FC en St. Mochta's FC. In november 2020 ondertekende Adaramola zijn eerste profcontract bij Crystal Palace.
In het seizoen 2020/21 maakte Adaramola zijn opwachting in de Premier League 2, waar de beloften van Crystal Palace toen op het tweede niveau uitkwamen. De jongens van trainer Shaun Derry eindigden dat seizoen derde in de Division 2, waardoor Crystal Palace in het seizoen 2021/22 mocht uitkomen in de hoogste reeks van de Premier League 2. In dat seizoen 2021/22 maakte Adaramola zijn officiële debuut in het eerste elftal van de club: op 5 februari 2022 liet trainer Patrick Vieira hem in de FA Cup-wedstrijd tegen Hartlepool United (2-0-winst) een paar minuten voor tijd invallen. Op 1 maart 2022 kreeg hij in de bekerwedstrijd tegen Stoke City (2-1-winst) zijn eerste basisplaats in de eerste ploeg van Crystal Palace.
Adaramola nam in de zomer van 2022 deel aan de zomertournee van Crystal Palace in Australië en Singapore. In juli 2022 leende de club hem voor een seizoen uit aan tweedeklasser Coventry City. Begin september 2022 werd de uitleenbeurt evenwel vroegtijdig stopgezet, waardoor de League Cup-wedstrijd tegen Bristol City naast zijn debuutwedstrijd ook meteen zijn laatste wedstrijd voor Coventry was.
In januari 2024 leende Crystal Palace hem voor de rest van het seizoen uit aan RWDM, de Belgische eersteklasser die net als Crystal Palace deel uitmaakt van Eagle Football Holdings.

## Clubstatistieken
| Seizoen         | Club            | Land              | Competitie         | Competitie | Competitie | Beker | Beker | Supercup | Supercup | Europees | Europees | Totaal | Totaal |
| Seizoen         | Club            | Land              | Competitie         | Wed.       | Dlp.       | Wed.  | Dlp.  | Wed.     | Dlp.     | Wed.     | Dlp.     | Wed.   | Dlp.   |
| --------------- | --------------- | ----------------- | ------------------ | ---------- | ---------- | ----- | ----- | -------- | -------- | -------- | -------- | ------ | ------ |
| 2021/22         | Crystal Palace  | Vlag van Engeland | Premier League     | 0          | 0          | 2     | 0     | —        | —        | —        | —        | 2      | 0      |
| 2022/23         | Crystal Palace  | Vlag van Engeland | Premier League     | 0          | 0          | 0     | 0     | —        | —        | —        | —        | 0      | 0      |
| 2022/23         | → Coventry City | Vlag van Engeland | Championship       | 0          | 0          | 1     | 0     | —        | —        | —        | —        | 1      | 0      |
| 2023/24         | Crystal Palace  | Vlag van Engeland | Premier League     | 0          | 0          | 0     | 0     | —        | —        | —        | —        | 0      | 0      |
| 2023/24         | → RWDM          | Vlag van België   | Jupiler Pro League | 1          | 0          | 0     | 0     | —        | —        | —        | —        | 1      | 0      |
| Carrière totaal | Carrière totaal | Carrière totaal   | Carrière totaal    | 1          | 0          | 3     | 0     | 0        | 0        | 0        | 0        | 4      | 0      |

Bijgewerkt op 29 januari 2024.

## Interlandcarrière
Adaramola maakte in 2019 zijn debuut voor Ierland –17. In oktober 2021 stroomde hij door naar Ierland –19. In mei 2022 riep beloftenbondscoach Jim Crawford hem op voor de EK-kwalificatiewedstrijden tegen Bosnië en Herzegovina, Montenegro en Italië. In de 3-1-zege tegen Montenegro op 6 juni 2022 werd Adaramola in de 84e minuut vervangen.